# 李昌华
李昌华（1921年—2014年6月1日），中国人民解放军军事将领。
曾经担任中国人民解放军第55军副军长、广东省军区沙河干休所副军职离休干部。2014年6月1日，病逝于广州总医院，享年93岁。